# Strilkove
Strilkove (en ukrainien : Стрілкове ; en russe : Стрелковое et tatar Çoqraq), est une ville de la Flèche d'Arabat dans l'oblast de Kherson, en Ukraine. Sa population s'élevait à 1 415 habitants en 2013.

## Géographie

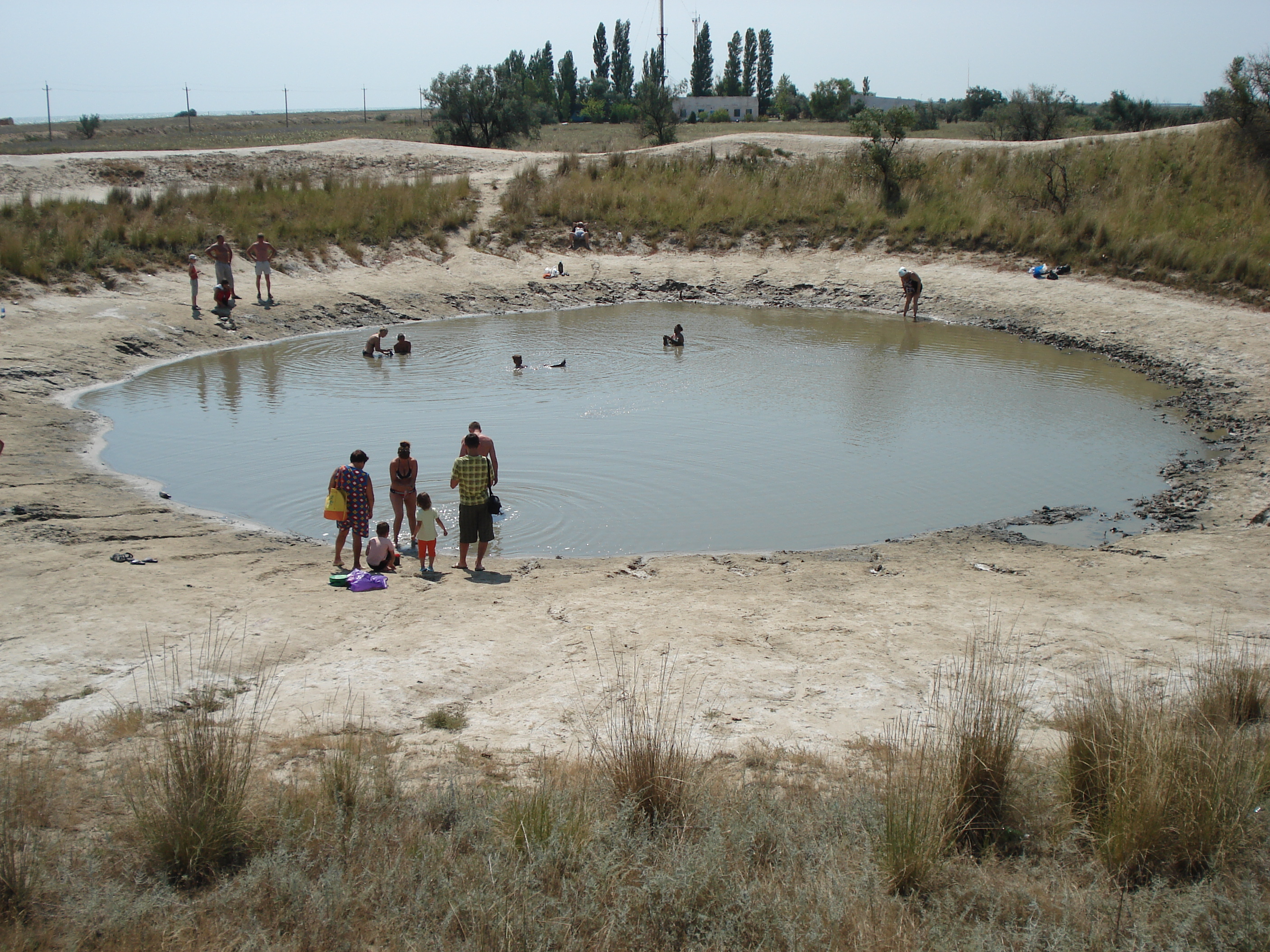
Colisée source de radon.

## Administration

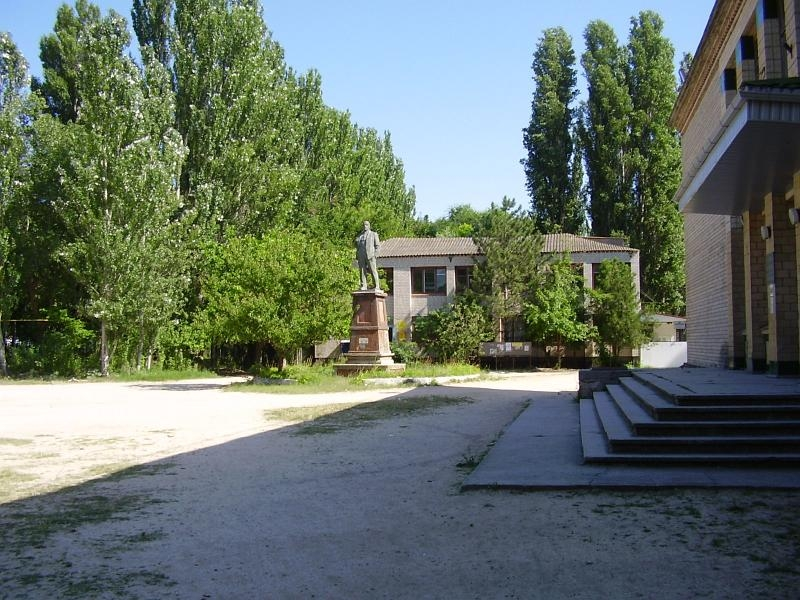
Place du village avec sa statue de Lénine, en 2007.

## Histoire

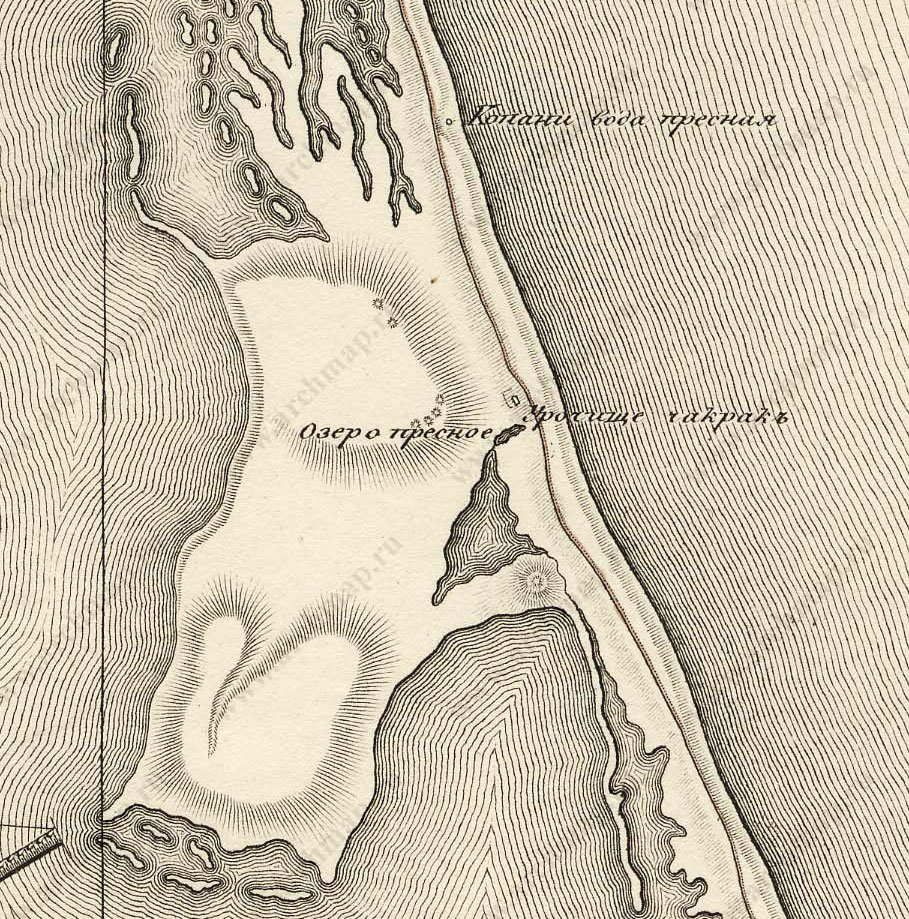
En 1817 sous le nom de Çoqraq, le village prend son nom actuel en 1945.

Le village a eu un rôle important en 2014, une opération militaire aéroportée russe, quatre-vingt soldats supporté par des hélicoptères et véhicules blindés a eu lieu pour prendre le contrôle de ce point frontalier entre la Crimée et l'oblast ukrainien de Kherson. C'est aussi un point d'alimentation énergétique majeur pour la Crimée. Tout ceci la veille de la tenue du Référendum de 2014 en Crimée. Samantha Power, ambassadrice américaine à l'ONU  qualifiait ainsi la nouvelle « cela serait une escalade scandaleuse » dans une conférence de presse.

## Population

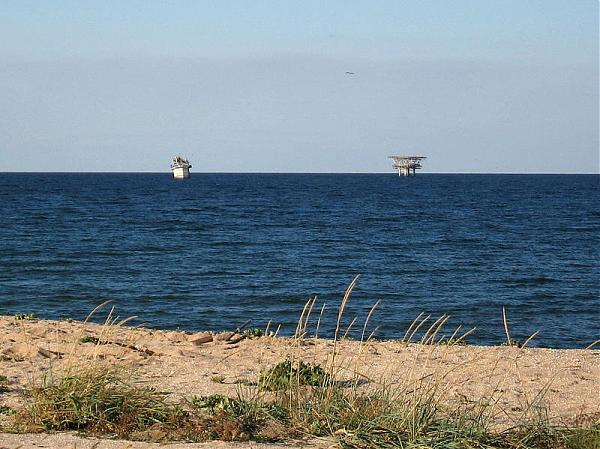
Champs gazier.

## Économie

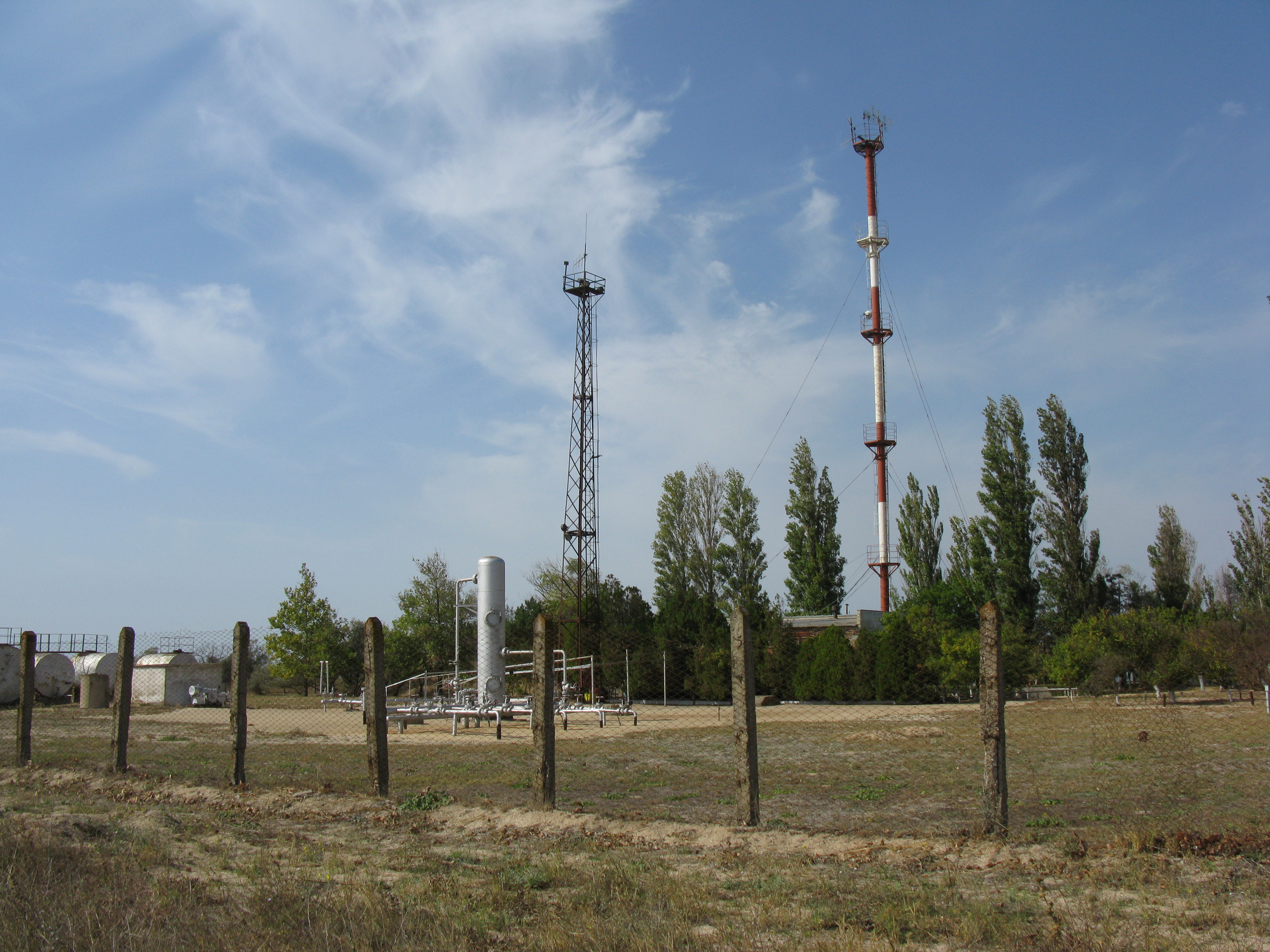
Infrastructure gazière, compresseur.